# Мартиросян, Ваграм Паруйрович
Ваграм Паруйрович Мартиросян (арм. Վահրամ Մարտիրոսյան, род. 1959, Ереван) — армянский писатель, киносценарист, журналист.

## Биография

### Образование
В 1976–1981 годах учился на факультете армянской филологии Ереванского государственного университета. В 1983 году окончил аспирантуру по психологии и педагогике Ереванского государственного лингвистического университета имени Валерия Брюсова. В 1984 — аспирантуру по русской литературе в ЕГУ. В 1986 году защитил кандидатскую диссертацию по теме переводов Александра Блока на армянский язык. В 1987–1988 годах по программе обмена писателей-переводчиков изучал венгерский язык и литературу в Будапеште. В 2006 году изучал опыт «журналистики развития» в Нью-Дели. В 2007–2008 годах проходил обучение на Высших курсах сценаристов и режиссёров в Москве. Дипломная работа — сценарий полнометражного художественного фильма «Адольф Гитлер: жизнь после смерти» (научный руководитель — Александр Миндадзе).

### Работа
В 1980-х годах работал в литературной части Ереванского драматического театра им. Грачья Капланяна, в Союзе писателей Армении — в качестве литературного консультанта, в газете «Литературная газета» — заведующим отделом, а также специальным корреспондентом в зоне бедствия.
В 1984–1986 годах преподавал русскую литературу в ЕГУ. В начале 1990-х был заместителем главного редактора еженедельника «Айк», затем парламентским корреспондентом.
В 1993 году по решению правительства Армении был назначен заместителем председателя Государственного комитета по телевидению и радиовещанию по вопросам телевидения.
В 1995 году покинул государственную должность. В 1996–1999 годах был вице-президентом новосозданной частной телекомпании «Ар», исполняющим обязанности генерального директора, основал и вёл информационные, политические и культурные программы.
В 2001 году, откликнувшись на предложение группы писателей, основал и редактировал журнал «Бнагир» (соучредитель, соредактор — поэтесса Виолетта Григорян), который за пять лет своего существования был признан выразителем армянской неоконформистской культуры и центром обсуждений.
В 2003 году разработал и вёл специальный курс под названием «Отделение литературы от государства» в государственном лингвистическом университете им. В. Брюсова (грант Центральноевропейского университета).
В 2004 году вёл ежедневную программу «Революция» на телеканале «Кентрон».
В 2010 году преподавал курс «Мастерство» в ЕГУ и сценарное искусство в киношколе при кинофестивале Золотой абрикос.
В 2011–2021 годах был руководителем проекта «Медиамузей ЛраТун» при Центре медиаинициатив, в рамках которого курировал ряд выставок:
- «Землетрясение, которое потрясло советские медиа» — о освещении землетрясения 1988 года, 2013
- «Медиаборьба с коррупцией», 2018 — освещение в СМИ семи громких случаев коррупции
- «Без цензуры: медиадрамы судьбоносных “восьмёрок”», 2020 — СМИ и политические потрясения 1988, 1998, 2008, 2018 годов
- «Человек на ладони? Взгляд журналиста», 2022 — освещение пренебрегаемых прав человека в условиях государственной безразличия и общественных стереотипов

В 2021 году был избран членом Совета Общественного телевидения. Подал в отставку в 2024 году, обосновав заявление недостаточной эффективностью собственной работы.
В 2022 году преподавал курс «Мастерство письма» в Фонде сотрудничества Евразии.
В 2022–2023 годах вёл авторскую программу «Разоблачения» на телеканале «Бун TV», где методами нарратологии анализировал творчество многих представителей поколений 1990-х и 2000-х годов — на примере одного стихотворения каждого.
В августе 2023 года, проведя месяц в селе Сос в Арцахе, опубликовал в Aliq Media цикл статей «Приграничная страна».
В октябре 2023 года по гранту программы EU4Culture посетил Будапешт, после чего в Aliq Media опубликовал цикл «Венгерский дневник», в котором представил творческие, биографические и топографические связи четырёх венгерских писателей — в контексте их борьбы с тоталитаризмом.
В 2022–2023 годах проводил съёмки в Украине, в результате которых смонтировал два фильма и три передачи под заголовком «Украина: война всех», многократно показанных на телеканале «Свобода».
В 2023–2024 годах вёл подкаст «Раскопки» на платформе EVN Report, в котором с использованием редких источников и визуальных материалов представил историю Армении с VI века до н.э. по XVIII век н.э.

### Политика
В студенческие годы, в 1978 году, организовал одну из редких демонстраций позднеБрежневской эпохи в поддержку армянской общины Бейрута, подвергавшейся нападениям во время начавшейся гражданской войны в Ливане. В следующем году пытался организовать протест против секретного решения советского руководства о преподавании профессиональных предметов в национальных вузах на русском языке, но акции были пресечены КГБ. Органы госбезопасности затем препятствовали переводу В. Мартиросяна в другой вуз (Свердловск, 1979), выезду за границу в капиталистические страны (Финляндия, 1986; Греция, 1988), прослушивали его телефонные разговоры, читали переписку, вмешивались в личную жизнь — вызывали на допрос его близкую подругу из Прибалтики (1988).
С начала национального движения до 2000 года занимался политической журналистикой. В 1992–1993 годах вёл на государственном радио программу «Политическая неделя» — первую в Армении прямую политическую передачу.
В 1990–1996 годах публиковал колонки и серии статей в газетах «Айк» и «Аравот».
Перед парламентскими выборами 1995 года вёл на государственном телевидении резонансную передачу «Политический пасьянс», которую общественность сочла однобокой. Автор публично согласился с этой оценкой, объяснив, что несколько оппозиционных или независимых журналистов, предварительно согласившись участвовать в передаче, в последний момент отказались, тем самым сделав её односторонне провластной. Разочаровавшись в том, что убедительное преимущество на выборах не использовалось властями для проведения реформ, он ушёл с поста руководителя политических и информационных программ госТВ.
В 1997–1998 годах вёл политическое ток-шоу «След», которое за короткое время обрело широкую аудиторию.
В 2004 году был приглашён на телеканал «Кентрон», где открыл ежедневную программу «Революция». Спустя два месяца вещание программы было прекращено по приказу, спущенному из президентского дворца («Аравот», 14.01.2005). После этого грубого цензурного вмешательства В. Мартиросян лишился возможности продолжать профессиональную деятельность в телевидении, находившемся под жёстким контролем властей. Ни в одной партии не состоял.

## Творчество
Стихи начал писать с юности. Прозой также занимался в школьные и студенческие годы, но продолжил после 20-летнего перерыва. Почти то же самое произошло с драматургией. Первую пьесу — «Проблема требует знания» — написал в 1986 году, вторую — «Зависимость», и третью — «Террикон или эффект острова» — в 2011 году. С раннего возраста публиковался, в основном в журнале «Гарун». Ряд стихотворений с политическим подтекстом был запрещён цензурой. Первый сборник, согласно советским законам о «возрастной цензуре», вышел в 30 лет. Не является членом какого-либо творческого союза.

### Проза
На армянском:
- Раскопки из армянской истории, эссе, беллетристика, Актуал Арвест, 2024
- Хлопковые стены, роман, Актуал Арвест, 2019
- Любовь в Москве, роман, Антарес, 2015
- Усама: последняя трансформация, роман, не издан, 2006
- Совы, сборник повестей, Принтинфо, Ереван, 2005
- Побег из обетованной земли, повесть-памфлет, Интерньюс-Тигран Мец, 2004
- Крошки, рассказы; Европейская история, повесть, журнал «Бнагир», 2003
- Во имя креста скрытые, исторический роман, Принтинфо, Ереван, 2002
- Оползни, роман, Аполлон, Ереван, 2000

### Поэзия
- Прислонён спиной к половине твоей мечты, Ереван, 2022
- Склонившиеся над столами, Наири, Ереван, 1996
- Эмоциональный судовой журнал, Советский писатель, Ереван, 1988

### Переведённые произведения

#### На английский
- Landslide (Оползни, главы 1–2), в книге Emily Artinian: From Ararat to Angeltown. London: 2005. Translated by Margarit Tadevosyan-Ordukhanyan

#### На французский
- Glissement de Terrain, роман, Les 400 coups, Франция; L’Instant Meme, Канада, 2007. Пер. Денис Доникян
- L’Imbecile, Париж, 2010

#### На венгерский
- Földcsuszamlás (Оползни, первые 10 глав), журналы Nagyvilág (2003, август) и Székelyföld (2003, ноябрь), пер. Ласло Братка
- Golyó a Robotnak, фантастическая повесть, в Galaktika 92, Móra Ferenc
- Versek, стихи, журнал Vigilia, 1990, февраль
- Golyó a Robotnak, Galaktika, 1988, №5

#### На русский
- «Оползни», журнал «Дружба народов», роман, 2005, №2, пер. Сона Бабаджанян
- «Яков всё ещё жив», эссе, «Дружба народов», 2008, №3
- «Mobility», повесть, «Дружба народов», 2008, №10, пер. Сона Бабаджанян

#### На азербайджанский
- Sürüsmalar (Оползни), газета Sənət, 2005–2006

## Переводы
- Дьёрдь Петри, «Без», стихи, пер. с венгерского. Актуал Арт, Ереван, 2010
- Янош Пилински, «На запретной звезде», стихи и эссе, Принтинфо, 2005
- Венгерская литература в журнале «Зарубежная литература», №6–7, 2007. Перевод, составление, предисловие
- Йеньо Рейтьо, «14-каратный автомобиль», роман, газета «Республика Армения», 1993
- Поль Верлен и др., Французская поэзия, Ереванский университет, 1986
- Ал. Блок, Иннокентий Анненский и др., Русская поэзия начала XX века, Ереванский университет, 1982

- Много других переводов прозы и поэзии с французского, русского, венгерского, опубликованных в периодике*

## Драматургия
- «Проблема требует знания». Телеспектакль в постановке автора, Государственное телевидение Армении, 1993
- «Эффект острова (Террикон)», трагикомедия, 2011, не поставлена

### Сценарии

#### Экранизированные
- «Оползни», Кинокомпания, Армения. Соавтор
- «Черчилль», детективный сериал, РТР, 2010. Соавтор
- «Незаметная смерть армянской литературы». ТВ Армении, 1995

#### Купленные
- «Кремлёвские кланы. Хищение сокровищ», часть первая, для НТВ. Докудрама. Соавтор, 2011 (рус.)
- «Чаренц», художественный телесериал, 8 серий, Шарм. Автор
- «Корабль на горе», историко-приключенческий фильм о битве при Сардарапате. Шарм. Автор (рус.)
- «Компромисс», полнометражный фильм по повестям Сергея Довлатова. Парадиз, Москва. Автор (рус.)
- «Другое время». (рус.)

#### В архиве
- Адольф Г. Жизнь после смерти. Трагикомедия
- Зависимость. Приключенческая комедия
- Фильм через 600 лет, историко-документальная эпопея, 180 минут, телеканал Ар, 1996–97

### Роли
- Месроп Маштоц — в фильме Дона Аскаряна «Аветик», 1991, Армения–Германия
- Плавучий — в фильме Самвела Аветисяна «Три матроса в знойной пустыне», «Арменфильм», 1991
- Слепой монах — в пьесе Левона Шанта «Старые боги», театр-студия «Ереван», реж. Гамлет Ованнисян

## Статьи и эссе
- Remote Control: Dangers and Delights of Armenian TV Surfing, в Public Spheres After Socialism, London, Intellect, 2007
- Индия: мост в будущее
- Это сладкое слово — Армения (о национальной идентичности)
- Дистанционное управление. «Аравот», 2005
- Кто будут первые христиане? «Аравот», 1996
- Армянская рулетка. «Аравот», 1995–96
- Без избирательной элиты. «Аравот», 1995
- История одного народа. «Аравот», 1995
- Незаметная смерть армянской литературы. «Аравот», 1995
- «Политическая неделя» — статьи в газете «Айк», 1992–93
- «Армянская конфигурация» — колонка в «Айк», 1990–92

- Десятки других статей и интервью в различных изданиях. Не состоит ни в одной журналистской организации.*

### Интервью
- The Neutral Zone (англ.)
- «Полуночный экспресс»
- «Контур» (16.06.2010)
- Мы лучше Зимбабве
- «О политике, культуре, блогер-премьере и других вещах». 7 дней
- Читают ли армяне? Радио «Свобода»
- Писатель и фарс времени, шоу, позор. Газета «Грапарак»
- Ваграм Мартиросян, Армения: рад возможности быть представленным вам…
- Интервью азербайджанской газете "Сенет"
- Без читателя. «Аравот», 14.08.1999

## Внешние ссылки
- Ваграм Мартиросян на media.am
- Интервью с Ваграмом Мартиросяном